# اولوزن
اولوزن (به آلمانی: Aulosen) یک منطقهٔ مسکونی در آلمان است که در الاند، سکسونی-انهالت واقع شده‌است. اولوزن ۲۳۶ نفر جمعیت دارد.